# Koneuwe
Republik Koneuwe ist der Name einer Mikronation, die von dem Schweizer Staatsbürger Bruno Fabbri in dessen Zürcher Wohnung gegründet und in den frühen 1970er Jahren bekannt wurde. Es ist nicht bekannt, ob das Konstrukt jemals eigenes Territorium besaß oder beanspruchte. Das Silbenkurzwort Koneuwe steht für die Leitmotive „Kommunismus – neutral – westlich.“
Die Republik trat hauptsächlich durch die Ausstellung von Fantasiepässen in Erscheinung. Ab etwa 1972 tauchten in Westdeutschland Diplomatenpässe der angeblichen Republik auf. Pässe der Republik Koneuwe werden von der Europäischen Union auf der Liste der Fantasiedokumente geführt, in denen keine Visa eingetragen werden dürfen. Eine Arbeitsgruppe der ICAO empfahl 2005, Fantasiedokumente wie Pässe der Republik Koneuwe einzuziehen bzw. als ungültig zu kennzeichnen.
Als Kuriosum wurde 1974 der Berliner Freizeitfußballklub „Berliner Thekenmannschaft von 1970“ (BTM) zur Nationalmannschaft der Republik und sein Vorsitzender, ein Gastwirt, zum Sportminister von Koneuwe ernannt.

## Fürstentum Freedomland und Republik Koneuwe

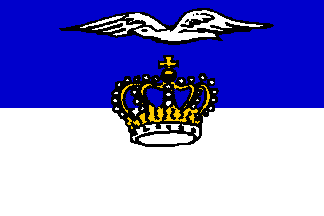
Flagge des Staates „Fürstentum Freedomland und Republik Koneuwe“

1974 nahm die französische Polizei unter Betrugsverdacht eine Person fest, die sich als „Großherzog des Fürstentums Freedomland Graf Othmar di Schmieder Rocca-Forozata“ ausgab und behauptete, Oberhaupt des Staates „Principality of Freedomland and Republic of Koneuwe“ zu sein, also eines Staates, der zugleich Monarchie und Republik ist. Als „Freedomland“ wurde eine 1956 von dem philippinischen Unternehmer Tomás Cloma gegründete, nirgendwo anerkannte Mikronation auf den Spratly-Inseln bekannt. Unklar ist, ob zwischen Fabbri, dem angeblichen Großherzog und Clomas Mikronation eine Verbindung bestand.